# Südbahn
L'Imperial regia privilegiata società delle ferrovie meridionali (in tedesco Kaiserlich königliche privilegierte Südbahngesellschaft) nota storicamente come Südbahn fu una società per azioni ferroviaria austriaca che realizzò numerose linee ferroviarie nell'Impero austro-ungarico e nell'Italia centro-settentrionale.

## Storia

### Prodromi
Nel corso degli anni quaranta e cinquanta del XIX secolo, il Governo austriaco aveva proceduto ad avviare o a rilevare la costruzione di alcune importanti linee ferroviarie dell'Impero, come la Vienna-Trieste tramite le Ferrovie di Stato meridionali austriache (Südlichen Staatsbahn), e in quelli ad esso collegati, come la Milano-Venezia tramite la ferrovia statale del Lombardo-Veneto (Lombardisch-Venetianische Staatsbahn).
L'esercizio di queste linee, a quel tempo non ancora del tutto completate, conobbe una bassa redditività, soprattutto se confrontato con i cospicui investimenti a cui aveva dato fondo il Governo austriaco. Con il Konzessionsgesetz, nel 1854, si stabilì quindi che da quel momento in poi le linee ferroviarie avrebbero dovuto essere costruite solo con capitale privato.
A seguito della crisi finanziaria che colpì lo Stato austriaco, nel marzo 1856 il governo imperiale cedette le concessioni ferroviarie nel Lombardo-Veneto e nell'Italia Centrale ad una società privata, l'Imperial regia privilegiata società delle ferrovie lombardo-venete (Kaiserlich königliche privilegierte Lombardisch-venetianische Eisenbahngesellschaft), il cui capitale era composto da banche non austriache, tra cui quella della famiglia Rothschild, quella del gruppo Talabot e quella della famiglia Bastogi.
Il 14 marzo, la società acquisiva l'esercizio della Coccaglio-Venezia, della Milano-Treviglio e della costruenda Bergamo-Coccaglio, della Milano-Como, della Verona-Sant'Antonio Mantovano e della Mestre-Casarsa. Essa si impegnava inoltre nella costruzione della Bergamo-Monza, della Lecco-Bergamo, della Milano-Boffalora, della Milano-Piacenza, della Milano-Sesto Calende, della Milano-Mantova-Borgoforte e della Casarsa-Udine-Nabresina. Otteneva infine il libero esercizio sul tronco Nabresina-Trieste della Meridionale, a quel tempo in via di completamento.
Il 17 marzo fu firmata una seconda convenzione con i rappresentanti della Santa Sede, dell'Austria, del Granducato di Toscana e dei ducati di Modena e di Parma in cui la compagnia si impegnava a completare la Piacenza-Bologna, a costruire la Bologna-Pistoia e una linea che da Reggio Emilia si sarebbe collegata presso Borgoforte alla strada ferrata proveniente da Mantova e da Milano. Il 27 novembre fu ratificata una modifica alla convenzione del 14 marzo con la quale la "Lombardo-veneta" poteva costruire il tronco Treviglio-Bergamo per completare la strada ferrata tra Milano e Venezia. In cambio essa si impegnava a costruire una linea tra il centro della bassa bergamasca e Cremona. L'anno successivo, la società assunse la denominazione di IRP Società delle ferrovie del Lombardo-Veneto e dell'Italia Centrale (Kkp Lombardisch-venetianische und Zentral-italienische Eisenbahn Gesellschaft).
Le medesime banche proprietarie della "Lombardo-veneta" si riunirono in consorzio nel 1858 allo scopo di acquisire il privilegio della Vienna-Trieste, a quel tempo già completata, e delle progettande Steinbrück-Zagabria-Sisak e Innsbruck-Verona. La concessione fra consorzio e governo fu firmata il 23 settembre 1858. Nello stesso anno, il consorzio acquisì anche il privilegio per la costruzione della Villaco-Marburgo.
Il 1º gennaio dell'anno successivo il consorzio, la Società delle ferrovie lombardo-venete e dell'Italia Centrale e la Società della ferrovia orientale dell'imperatore Francesco Giuseppe (Kkp Kaiser Franz Joseph-Orientbahngesellschaft) si fusero costituendo l'Imperial regia privilegiata società della ferrovie meridionali dello Stato, del Lombardo-Veneto e dell'Italia Centrale (Kaiserlich königliche privilegierte südliche Staats-, Lombardisch-venezianische und Zentral-italienische Eisenbahngesellschaft). La sede della società fu posta a Vienna.

### I successivi riassestamenti societari

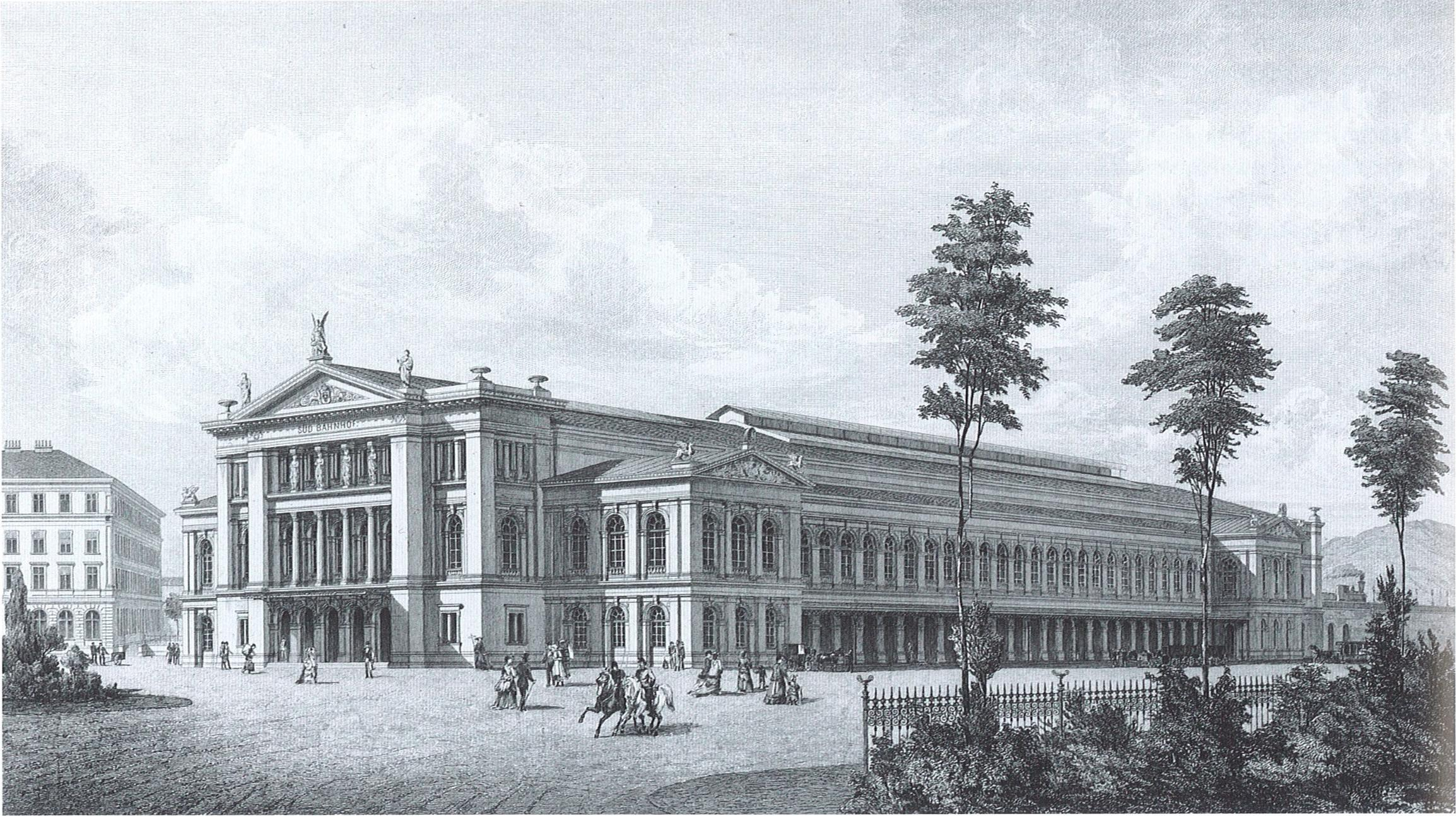
La stazione della Südbahn a Vienna nel 1874

A seguito degli eventi della seconda guerra di indipendenza, la Lombardia, gli stati emiliani, buona parte dello Stato Pontificio e il Granducato di Toscana con le loro strade ferrate passarono al Regno di Sardegna. Sulla base del Trattato di Zurigo (1859), la società ferroviaria, il cui capitale era a maggioranza francese, dovette suddividere formalmente le proprietà in territorio italiano da quelle rimaste in territorio austriaco, mentre lo Stato sabaudo si impegnava a confermare le concessioni frutto degli accordi fra la Südbahn e il governo imperiale austriaco. Il 26 giugno 1860 fu firmata la nuova convenzione. Dallo scorporo nacquero la Società anonima delle strade ferrate della Lombardia e dell'Italia Centrale, che assumeva l'esercizio delle linee passate in territorio sabaudo, e l'Imperial regia privilegiata società delle ferrovie dell'Austria Meridionale e della Venezia, che manteneva quello delle linee asburgiche.
Nel 1860, la società austriaca aprì all'esercizio la Udine-Casarsa (21 luglio) e la Udine-Nabresina (1º ottobre) completando l'itinerario ferroviario fra Venezia e Vienna. L'anno successivo fu la volta della linea che da Pragerhof, sulla Meridionale, giungeva a Budapest passando per Nagykanizsa e Székesfehérvár; nello stesso periodo fu aperta anche la diramazione tra Székesfehérvár e Uj Szöny.
Nel 1862 fu costituita una holding, la IRP Società unita delle ferrovie dell'Austria Meridionale, della Venezia, della Lombardia e dell'Italia Centrale (Kkp Vereinigte südösterreichische, lombardische und zentralitalienische Eisenbahn-Gesellschaf), avente sede a Parigi, che assunse il controllo sia della società italiana sia di quella austriaca.
Negli anni successivi furono aperti la Marburgo – Villaco (1863-1864), la Zagabria – Karlovac e la Sopron – Nagykanizsa. Il 30 aprile 1864, fu completato l'accordo che consentì alla Strade ferrate della Lombardia e dell'Italia Centrale di acquistare dallo Stato italiano le linee del Piemonte. L'anno seguente la società tramutò la propria ragione in Società per le Ferrovie dell'Alta Italia (SFAI).
Al termine della terza guerra di indipendenza (1866), il passaggio del Veneto e di buona parte del Friuli al Regno d'Italia modificò nuovamente la struttura economico-finanziaria del gruppo societario. Nei mesi successivi furono infatti trasferite le linee funzionanti in quei territori (Ala – Verona, Peschiera – Venezia, Verona – Sant'Antonio Mantovano, Mestre – Udine, Udine – Cormons e Padova – Rovigo) dalla società austriaca a quella italiana. La prima cambiò di conseguenza la propria denominazione in IRP delle ferrovie meridionali (Kkp Südbahngesellschaft).
Nel 1867 fu completato l'itinerario del Brennero con l'apertura della Ala – Innsbruck. L'anno successivo furono inaugurate la Bruck an der Mur – Leoben e la Nagykanizsa – Barcs, mentre nel 1871 fu la volta della linea della Val Pusteria e della San Candido – Villaco. Nel 1873 fu aperta la San Pietro del Carso – Fiume.
Il Trattato di Basilea del 1875 pose fine all'annosa questione, per la Destra storica, della gestione di gran parte delle linee ferroviarie dell'Italia settentrionale da parte di una società a capitale straniero. Il Governo italiano procedette a riscattare tutte le linee della penisola che erano di proprietà del gruppo Südbahn, versando alla holding ferroviaria circa 792 milioni di Lire. In seguito, la holding si fuse nella Südbahngesellschaft che assunse così l'assetto che avrebbe mantenuto fino al 1923.
Verso la fine del XIX secolo, il governo ungherese era intenzionato a nazionalizzare le ferrovie poste sul suo territorio (la Sopron – Nagykanizsa – Barcs, la Pragersko – Budapest, la Székesfehérvár – Uj Szöny e la Steinbruck – Sisak). Grazie all'applicazione di alcune misure economiche e all'apertura di una Direzione Generale presso la capitale del regno ungherese, la procedura di riscatto fu sospesa.
Nel 1913, la Südbahn gestiva 2 851 chilometri di linee ferroviarie, 1 046 locomotive, 2 239 carrozze e 17 777 carri merce.

### Il primo dopoguerra e la progressiva dismissione delle attività
Il Trattato di Saint-Germain-en-Laye (1919) sancì lo smembramento dell'Impero austro-ungarico. La Südbahn fu colpita gravemente nelle sue proprietà, dato che solo 673,4 chilometri di linee ferroviarie erano rimaste in territorio austriaco. Più del 70% dell'intera rete si trovava nelle acquisizioni italiane, jugoslave ed ungheresi e di conseguenza il materiale rotabile fu spartito fra le quattro nazioni.
Le linee italiane già fin dall'Armistizio furono esercite dalle Ferrovie dello Stato che le rilevarono formalmente nel 1920. Nel Regno dei Serbi, Croati e Sloveni, invece, la società austriaca mantenne l'esercizio provvisorio fino al passaggio alle ferrovie statali, avvenuta nel 1924. La società sopravvisse in Austria, assumendo nel 1923 la denominazione di Donau-Save-Adria-Eisenbahngesellschaft (Società delle ferrovie del Danubio, della Sava e dell'Adriatico, DOSAG) e in Ungheria, dove la Direzione Generale di Budapest fu resa autonoma dalla sede centrale di Vienna e ribattezzata in ungherese con la nuova denominazione (Duna-Száva-Adria-Vasúttársaság o DSA). Il debito societario rimase accollato interamente alla sezione austriaca che nel 1924, in cambio del riscatto da parte delle ferrovie nazionali austriache delle linee della giovane repubblica, lo girò poi allo Stato.
La DSA ungherese esercì le linee della vecchia Südbahn fino al 30 giugno 1932, quando confluì nella Magyar Államvasutak (MAV), mentre la DOSAG si mantenne nel mercato immobiliare fino al secondo dopoguerra. Nel 1966 perdette lo status di AG, ovvero di società per azioni, e quattro anni dopo fu liquidata.
Formalmente sopravvisse fino 17 dicembre 1982, quando fu cancellata dal registro di commercio di Vienna.

## Materiale rotabile

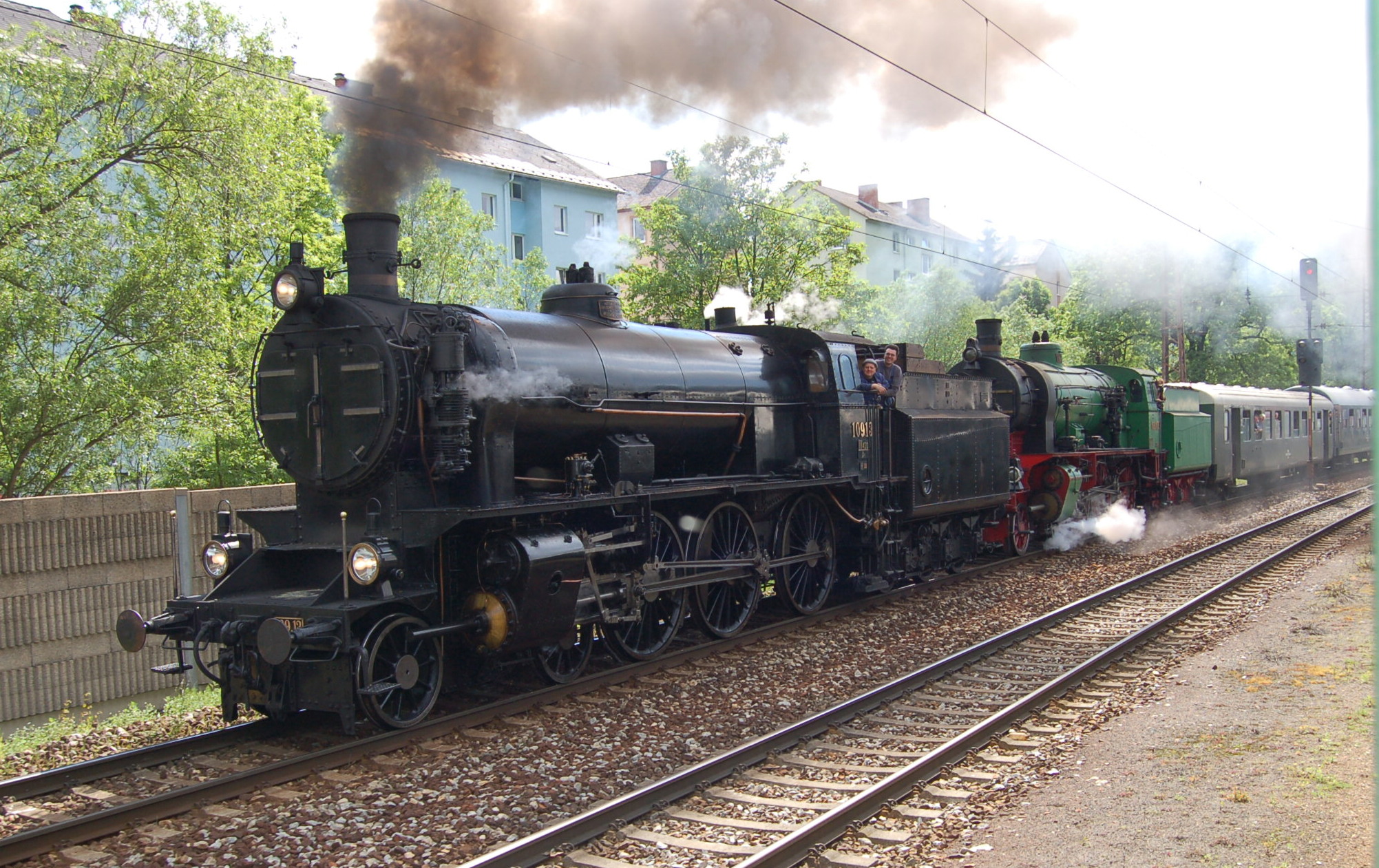
Le locomotive a vapore 109.13 e 109.109 in esercizio per un treno turistico.

La Südbahn ereditò il materiale rotabile dalle società ferroviarie che l'avevano preceduta.
Tra il 1860 e il 1864, la società riorganizzò le locomotive a vapore suddividendole in gruppi (Reihen): quelle che furono immatricolate nei gruppi 1-17 furono destinate al servizio passeggeri, mentre quelle impiegate nel trasporto di merci furono inserite nei gruppi 18-29. Quelle di quest'ultimo gruppo, in particolare, erano le più numerose, circa 200, e furono ereditate dalla Südliche Staatsbahn. Quando la direzione tecnica della Südbahn applicava ad un Gruppo di locomotive delle modifiche al progetto originario, si decideva di aggiungere una lettera alla matricola distintiva del gruppo primigenio, proseguendo in ordine alfabetico in caso di modifiche successive.
Le fabbriche da cui provennero le prime locomotive della società ferroviaria erano la Maffei, la Cockerill, la Kessler e le austriache Sigl, Günther e StEG.
Il gruppo 109, prodotto a partire dal 1909, fu il primo progetto interno alla società ferroviaria austriaca dopo che nel 1885 si era deciso, per motivi finanziari, di affidare anche le prime fasi di progettazione di nuove locomotive alle industrie del settore.
Sulle 1084 locomotive possedute dalla Südbahn al termine del primo conflitto mondiale 302 sono rimaste alla società austriaca per poi passare alle ferrovie statali nella nuova repubblica, 149 furono cedute alla DSA ungherese, 255 alle ferrovie jugoslave e 378 all'Italia.

## Altre attività

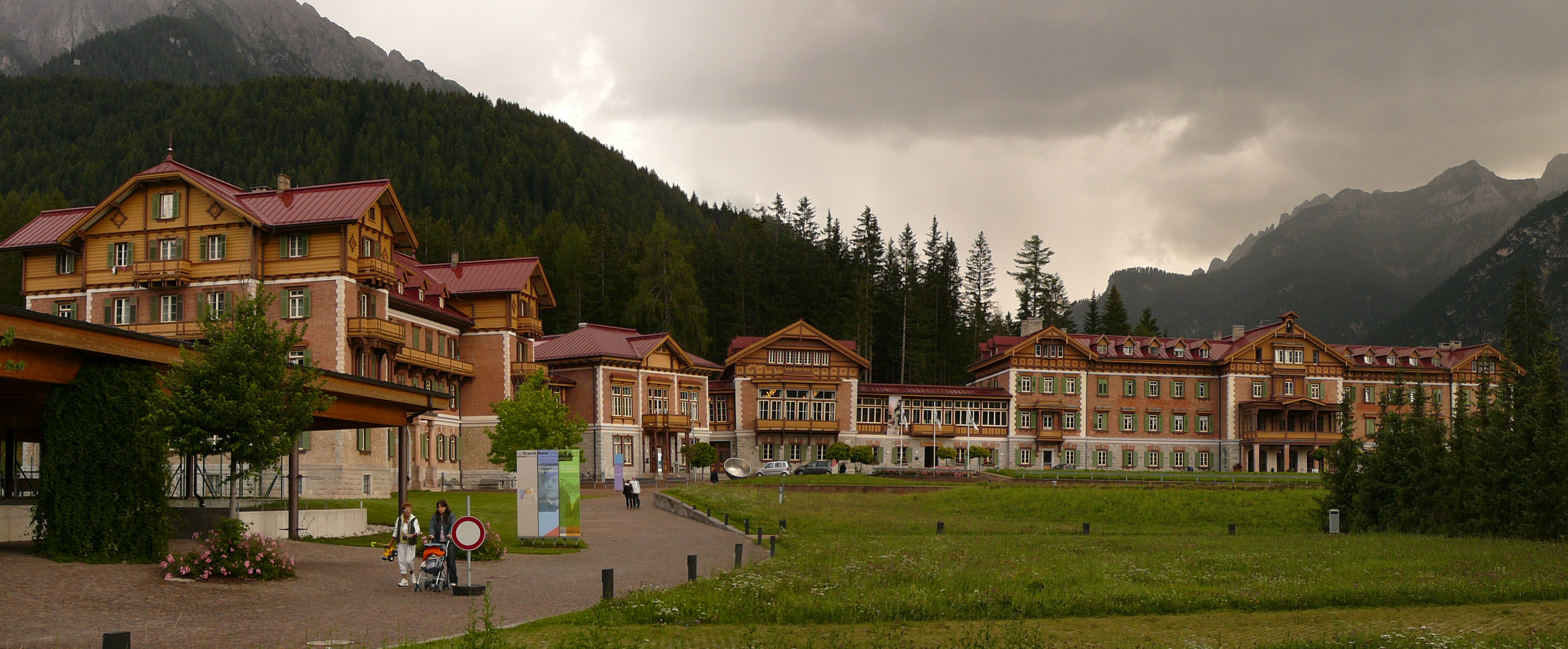
Il Grand Hotel di Dobbiaco costruito dalla Südbahn dopo un recente restauro

La Südbahn realizzò anche una serie di attrezzature alberghiere che contribuirono a sviluppare il turismo austriaco. Furono costruiti grandi complessi presso il Semmering, a Dobbiaco nei pressi della stazione ferroviaria, e ad Abbazia.